# Смирнов, Алексей Григорьевич (спортсмен)
Алексе́й Григо́рьевич Смирно́в (род. 9 октября 1977 года в Тольятти) — российский игрок в настольный теннис, экс первая ракетка России, мастер спорта России международного класса.
Самой высокой позицией в мировом рейтинге ITTF было 11-е место в 2003 году.

## Биография
Настольным теннисом занимается с семи лет, первый тренер — Татьяна Ивановна Ширяева. В 1992 году Алексей в составе команды СНГ становится победителем чемпионата Европы среди кадетов, проходившего в чехословацком городе Топольчани. В 1994—1995 годах Смирнов выигрывает четыре золотые медали юниорских первенств Европы, в том числе и в одиночном разряде в 1995 году. В том же году Смирнов впервые становится чемпионом России, позднее неоднократно побеждает в клубных чемпионатах Германии и Бельгии. 
В 2007 году в составе бельгийской команды «Ройял Виллетт» (Шарлеруа), за которую выступал с осени 2004-го, побеждает в европейской Лиге чемпионов .
Летом 2008 года Смирнов заключил контракт с клубом «Факел Газпрома» (Оренбург), в составе которого в 2015 году выиграл Лигу европейских чемпионов, и цвета которого защищал в клубном чемпионате России и Кубке ETTU до 2017 года.

## Достижения
Алексей Смирнов является единственным российским победителем престижного турнира «ЕВРО-ТОП-12» — 6 февраля 2005 года в Ренне он обыграл в финальном матче знаменитого белорусского игрока Владимира Самсонова, своего одноклубника по «Ройял Виллетту». Ещё трижды — в 2004, 2007 и 2008 годах — Алексей Смирнов становился бронзовым призёром «ЕВРО-ТОП-12». Высшее достижение теннисиста на турнирах Про-тура — финал в Дохе (2003), проигранный тому же Владимиру Самсонову. Ярким получилось выступление Смирнова на турнире в Загребе в январе 2007 года, где он дошёл до полуфинала, обыграв по пути корейца Рю Сьюн Мина, Олимпийского чемпиона Афин в мужском одиночном разряде.
Больших успехов Смирнов добился, выступая в паре с Дмитрием Мазуновым. В 2003 году на европейском первенстве в Курмайёре россияне дошли до финала, где проиграли паре Евгений Щетинин — Чэнь Вэйсин (Беларусь — Австрия), а на Олимпийских играх-2004 в Афинах заняли рекордное для всех отечественных представителей настольного тенниса 4-е место.